# Transleithanien
1. WEITERLEITUNG Länder der Heiligen Stephanskrone